# The Mystic
The Mystic is een Amerikaanse dramafilm uit 1925 onder regie van Tod Browning. Destijds werd de film in Nederland uitgebracht onder de titel Het medium.

## Verhaal
Michael Nash is de voogd van Doris Merrick, de jonge erfgename van een groot fortuin. Hij bedenkt een plan om het landgoed van Doris in zijn bezit te krijgen. Daarvoor doet hij een beroep op de zigeunerin Zara en op Zazarack, een geconfedereerde veteraan uit de Amerikaanse Burgeroorlog.

## Rolverdeling
| Acteur          | Personage      |
| --------------- | -------------- |
| Aileen Pringle  | Zara           |
| Conway Tearle   | Michael Nash   |
| Mitchell Lewis  | Zazarack       |
| Robert Ober     | Anton          |
| Stanton Heck    | Carlo          |
| David Torrence  | James Bradshaw |
| Gladys Hulette  | Doris Merrick  |
| DeWitt Jennings | Politiechef    |